# نادي خنت
نادي اتحاد ريال خنت الرياضي (بالفرنسية: Royal Athletics Association Ghent)‏ نادي كرة قدم بلجيكي يلعب في دوري الدرجة الممتازة. تم تأسيس النادي في سنة 1864.

## اللاعبين
آخر تحديث 22 فبراير 2022.
ملاحظة: تشير الأعلام إلى المنتخب الوطني على النحو المحدد في قواعد الأهلية للفيفا. قد يحمل اللاعبون أكثر من جنسية واحدة غير تابعة للفيفا.
| الرقم | البلد      | المركز | اللاعب                             |
| ----- | ---------- | ------ | ---------------------------------- |
| 1     | تركيا      | حارس   | سنان بولاط                         |
| 2     | كينيا      | مدافع  | جوزيف أوكومو                       |
| 3     | ساحل العاج | مدافع  | Christopher Opéri                  |
| 5     | الكاميرون  | مدافع  | مايكل نغادو نغادجوي                |
| 6     | فرنسا      | وسط    | إليشا أووسو                        |
| 8     | بلجيكا     | وسط    | فاديس اودجيدجا اوفوي (قائد الفريق) |
| 9     | أوكرانيا   | وسط    | رومان بيزوس                        |
| 11    | صربيا      | مهاجم  | داركو ليماجيتش                     |
| 13    | بلجيكا     | وسط    | جوليين دي سارت                     |
| 14    | بلجيكا     | مدافع  | أليسيو كاسترو-مونتيس               |
| 15    | نيجيريا    | وسط    | Adewale Oladoye                    |
| 16    | نيجيريا    | مهاجم  | Chinonso Emeka                     |
| 17    | الدنمارك   | وسط    | أندرو هولساجر                      |
| 18    | بلجيكا     | وسط    | ماتيس سامويز                       |
| 19    | بلجيكا     | مهاجم  | جياني برونو                        |

| الرقم | البلد   | المركز | اللاعب                                            |
| ----- | ------- | ------ | ------------------------------------------------- |
| 20    | ألمانيا | مدافع  | جوردان تورونارايغا (on loan from نادي هرتا برلين) |
| 21    | النرويج | مدافع  | أندرياس هانش أولسن                                |
| 22    | غامبيا  | وسط    | سليمان مريح                                       |
| 23    | إسرائيل | مهاجم  | يوناس ماليدي                                      |
| 24    | بلجيكا  | وسط    | سفين كومس (قائد الفريق)                           |
| 25    | أنغولا  | مدافع  | Núrio Fortuna                                     |
| 26    | بلجيكا  | حارس   | Louis Fortin                                      |
| 28    | بلجيكا  | وسط    | Wouter George                                     |
| 29    | بلجيكا  | مهاجم  | لوران دوبواتر                                     |
| 31    | بلجيكا  | مدافع  | برونو جودو                                        |
| 33    | بلجيكا  | حارس   | دافي روويف                                        |
| 34    | المغرب  | مهاجم  | طارق تيسودالي                                     |
| 35    | بلجيكا  | مدافع  | Cederic Van Daele                                 |
| 43    | مالي    | مدافع  | إبراهيما سيسيه                                    |
| 44    | بلجيكا  | حارس   | René Vanden Borre                                 |

### Other players under contract
ملاحظة: تشير الأعلام إلى المنتخب الوطني على النحو المحدد في قواعد الأهلية للفيفا. قد يحمل اللاعبون أكثر من جنسية واحدة غير تابعة للفيفا.
| الرقم | البلد | المركز | اللاعب |
| ----- | ----- | ------ | ------ |

### Out on loan
ملاحظة: تشير الأعلام إلى المنتخب الوطني على النحو المحدد في قواعد الأهلية للفيفا. قد يحمل اللاعبون أكثر من جنسية واحدة غير تابعة للفيفا.
| الرقم | البلد      | المركز | اللاعب                                                         |
| ----- | ---------- | ------ | -------------------------------------------------------------- |
| 10    | جورجيا     | وسط    | جيورجي شاكفيتادزي (on loan at نادي هامبورغ until 30 June 2022) |
| 11    | ساحل العاج | مهاجم  | أنديرسون نيانغبو (on loan at شتورم غراتس until 30 June 2022)   |
| 20    | غانا       | مهاجم  | عثمان بوكاري (on loan at نادي نانت until 30 June 2022)         |

| الرقم | البلد                       | المركز | اللاعب                                                        |
| ----- | --------------------------- | ------ | ------------------------------------------------------------- |
|       | ساحل العاج                  | مهاجم  | فاكون بايو (on loan at نادي رويال شارلروا until 30 June 2022) |
|       | جمهورية الكونغو الديمقراطية | مهاجم  | جوردان بوتاكا (on loan at فورتونا سيتارد until 30 June 2022)  |